# Hoplophorella sabahna
Hoplophorella sabahna är en kvalsterart som beskrevs av Sandór Mahunka 1991. Hoplophorella sabahna ingår i släktet Hoplophorella och familjen Phthiracaridae. Inga underarter finns listade i Catalogue of Life.